# Cormobates
Cormobates es un género de ave paseriformes de la familia Climacteridae. Contiene únicamente dos especies, una de Nueva Guinea y la otra de Australia.

## Especies
Las dos especies del género son:
- Cormobates leucophaea (Latham, 1802) - corretroncos gorjiblanco;
- Cormobates placens (P. L. Sclater, 1874) - corretroncos papú.